# Carlos Ferro
Pour les articles homonymes, voir Ferro.
Carlos Ferro (né Carlos Mauricio Ferro Fernández le 5 juillet 1984 à Torreón, Coahuila de Zaragoza, Mexique), est un acteur mexicain.

## Biographie
Carlos Ferro est son nom artistique enregistré à l'association nationale des acteurs (Asociación Nacional de Actores) du Mexique. Il est même parfois appelé « Ferro ».
Il mène des études d'acteur à la M&M Studio de l'actrice mexicaine Patricia Reyes Spíndola et d'acteurs de Telemundo avec l'actrice mexicaine Adriana Barraza.
Avant d'être acteur, il étudie l'ingénierie génétique.

## Carrière

### Acteur
Carlos Ferro commence sa carrière d'acteur dès l'enfance en participant en 1988 à quelques épisodes de la telenovela Encadenados dont la vedette est Humberto Zurita. Il joue le personnage de Zurita jeune.
En 2002, il débute dans le tournage de publicités au Mexique. En 2006, il tient un petit rôle secondaire dans la troisième saison de Rebelde.
En mai 2013, il travaille pour Televisa au Mexique en participant à la telenovela De que te quiero, te quiero dans le rôle d'Alonso.

### Directeur
En septembre 2012, il dirige et édite son premier videoclip musical : Dónde (Minina Productions) avec l'auteur-interprète Yulian et la participation spéciale de l'actrice mexicaine Ana Layevska.
En octobre 2012 il dirige et édite son second videoclip musical : Calendario Maya (FilmMia) avec l'auteur-interprète  portoricain Obie Bermúdez. Sa sortie internationale se fait aux États-Unis dans l'émission Primer impacto de la chaîne Univisión le 1er novembre 2012.
En novembre 2012 il dirige et édite son troisième videoclip musical : Cuando pienso en ti (Minina Productions) avec le chanteur italien Patrizio Buanne et la participation spéciale de l'actrice péruvienne Silvana Arias.

## Filmographie

### Telenovelas
- 1988 : Encadenados : Germán (jeune)
- 2006 : Rebelde : Muchacho de l'équipe latino-américaine
- 2007 : Dame chocolate : Amigo de José[8]
- 2009 : Amores de Luna
- 2009 : Más sabe el diablo : Gregorio Ramírez[9]
- 2010 : Eva Luna : Carlos[10]
- 2010 : Perro amor : Bernardo Caparrozo - Benny, el pastelito[11]
- 2010 : Primer golpe
- 2011 : Mi corazón insiste en Lola Volcán : Camilo Andrade[12]
- 2011 : Y vuelvo a ti : Camilo Andrade[13]
- 2012 : Relaciones peligrosas : Santiago Madrazo[14]
- 2013 - 2014 : De que te quiero, te quiero : Alonso Cortés[15]
- 2014 : Reina de corazones : Lázaro Leiva[16]
- 2015 - 2016 : Bajo el mismo cielo : Matías Morales
- 2016 - 2017 : Vuelve temprano : Agente Manuel Carvallo
- 2017 : La fiscal de hierro : Joaquín Muñoz
- 2017 - 2018 : Caer en tentación : Santiago Álvarado
- 2017 : Érase una vez : Marco Therión

## Nominations et récompenses
- 2012 : Le Miami Life Awards le nomme dans la catégorie Meilleur acteur de telenovela pour sa prestation dans Relaciones peligrosas[17]
- 2011 : La revue Cosmopolitan en español le sélectionne comme un des Hommes Cosmo (Cosmo hombres)[18],[19]
- 2011 : La revue People en Español le liste dans les nommés du prix de Meilleur acteur secondaire de Telenovelas 2011 pour sa prestation dans Mi corazón insiste... en Lola Volcán[20].
- 2010 : La revue mexicaine Quién l'élit comme l'un des hommes les plus sexys[21].